# Stuart Adamson
Stuart Adamson (Mánchester, 11 de abril de 1958 - Honolulú, Hawái, 16 de diciembre de 2001) fue un músico británico de origen escocés, tierra de sus padres y donde pasó la mayor parte de su juventud. Fue muy destacado por su estilo de tocar la guitarra, y hacerlo en las bandas donde alcanzó la fama, tales como The Skids y Big Country.

## Historia
Sus padres eran de Escocia, y su padre estaba en la industria de la pesca, pues era ingeniero de las actividades. A los pocos años, la familia se mudó a Dunfermline, en Fife (Escocia).
Sus padres influyeron mucho en su vida, haciéndolo leer bastante y aprender música. Ahí fue cuando aprendió a tocar la guitarra.
En el colegio conoce a Billy Simpson, con quien forma la banda Tattoo. Luego conoce a Mike Baillie, quien sería batería de The Skids al reemplazar a sus dos anteriores.

## The Skids
En 1977 surge el punk rock como boga juvenil, y después de ver a The Damned tocando en una gira, Adamson decide, junto con su compañero y amigo de escuela Billy Simpson, formar una banda. The Skids se completaría con el ingreso del cantante Richard Jobson y del batería Tom Kellichan.
En 1980 las tensiones con Jobson causan que haya una ruptura entre su relación y decide separarse de The Skids después de la gira de The Absolute Game. 
Como ya había fallecido para las reuniones de The Skids, tanto de 2003 como de 2007, Bruce Watson (guitarrista de Big Country cuando tocaba en dicha banda Stuart Adamson), fue el que tomaría su lugar en adelante.

## Big Country
Adamson tenía otras proposiciones musicales, así que en 1982 forma Big Country, banda con la cual alcanzaría una gran fama. El punk ya no estaría en su mente, formaría un nuevo género, que le hizo ser, a él y sus compañeros de Big Country, como una de las agrupaciones rockeras más emblemáticas de la década de los 80. La banda continuó lanzando álbumes de estudio y realizando giras hasta el año 2000. Adamson aportó gran parte del trabajo distintivo de guitarra, además de ser el cantante y compositor principal tanto de la música como de las letras.

## The Raphaels
The Raphaels fue un grupo de música country alternativo, liderada por Stuart Adamson. El dúo también fue integrado por el compositor de Nashville Marcus Hummon. El dúo nunca viajó; sin embargo, su álbum debut, Supernatural, fue lanzado el 14 de agosto de 2001 a través de Track Records.

## Crisis y muerte
El 16 de diciembre de 2001 fue encontrado muerto, después de ahorcarse en una habitación en el Best Western Plaza Hotel, en Honolulú, Hawái. En el momento de la muerte tenía un contenido de alcohol en sangre de 0,279%. Su suicidio se atribuye a los problemas personales y policiales que tenía. Adamson debía presentarse en un juzgado, para enfrentar cargos por conducir bajo los efectos del alcohol y se le había ordenado asistir a Alcohólicos Anónimos (AA). Anteriormente había tenido problemas relacionados con el alcoholismo y había vuelto a beber después de haber estado sobrio durante más de una década. Además, él y su segunda esposa llevaban varias semanas distanciados, y ella había solicitado el divorcio. 
Su cuerpo fue trasladado de regreso a Escocia, donde tras un funeral privado, fue incinerado en el Crematorio de Dunfermline, donde también reposan sus cenizas. La noche del 27 de diciembre de 2001, se celebró un servicio conmemorativo en su honor en el Carnegie Hall de Dunfermline, durante el cual se interpretó su canción favorita, "Shine Silently" de Nils Lofgren. Asistieron Richard Jobson y varios cientos de personas, entre ellos familiares y amigos de Adamson, y exmiembros de Big Country. Se leyeron mensajes de condolencia, incluyendo uno de The Edge, de U2, que afirmaba que Adamson, junto con Big Country, había compuesto las canciones que él deseaba que U2 pudiera escribir.